# Orbita Lissajous

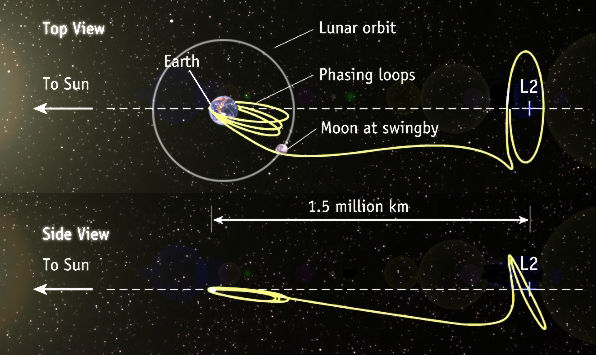
Orbita Lissajous wokół punktu libracyjnego L_{2}

Orbita Lissajous – typ kwaziperiodycznej trajektorii orbitalnej pozwalającej orbitującemu obiektowi poruszać się wobec punktu libracyjnego układu trzech ciał bez używania własnego napędu. Nazwa pochodzi od nazwiska francuskiego matematyka Jules'a Lissajous.
Fragmenty trajektorii lotu ciała poruszającego się po orbicie Lissajous są prostopadłe do płaszczyzny, na której leżą dwa główne ciała układu, trajektoria zawsze jest krzywą Lissajous.